# Język damin
Język damin – rytualny język dwóch australijskich plemion: Lardil i Yangkal, zamieszkałych na Wyspach Welseleya na zatoce Karpentaria u wybrzeży stanu Queensland i mówiących spokrewnionymi językami należącymi do małej rodziny językowej tangka (dosł. „osoba”). Samo słowo damin oznacza w lardil „bycie cicho”. Języka tego używano głównie podczas związanych z obrzezaniem rytuałów luruku i warama — ostatnie z nich odbyły się w latach 50. XX w. — lecz niekiedy także w życiu codziennym. Obecnie jest znany jedynie grupce starców.
Damin posiada zaledwie ok. 150 własnych rdzeni, reszta słów jest zapożyczona z języka lardil, do którego posiada także zbliżony system fonetyczny. Wielką osobliwością języka damin jest dodatkowa obecność w nim mlasków, dzięki czemu stanowi jedyny język mlaskowy poza Afryką. Ponadto w skład systemu fonetycznego damin wchodzą dwie spółgłoski, nie zanotowane w innych językach, choć teoretycznie możliwe: wdechowa spółgłoska szczelinowa boczna, odpowiadająca miejscem artykulacji walijskiemu „ll” lub zuluskiemu „hl” oraz dwuwargowy mlask egresywny (powietrze nie jest zasysane do jamy ustnej, jak w przypadku „normalnych” mlasków, ale wyrzucane z jamy ustnej przez napięcie jej mięśni — a nie przez wydech, jak w „normalnych” spółgłoskach). Osobliwości te na równi z plemiennymi legendami wskazują, że damin jest w istocie językiem sztucznym, obmyślonym w zamierzchłej przeszłości dla potrzeb plemiennych rytuałów.